# 1895 في الجزائر
الأحداث من عام 1895 في الجزائر.

## الحكم
- .الإحتلال الفرنسي

## المواليد
- الشيخ العربي التبسي – أحد أعمدة الإصلاح في الجزائر، وأمين عام جمعية العلماء المسلمين الجزائريين والمجاهد البارز الذي خطفته يد التعصب والغدر الفرنسية عام 1957م.[1]
- 4 نوفمبر – أحمد الشريف سعدان [الفرنسية]
 –رائد الحركة الوطنية الجزائرية، سُجن مع فرحات عباس عقب مجازر 8 مايو 1948-توفي في 26 أوكتوبر 1948 (52 سنة)

## الوفيات
- 14 مايو – أرزقي البشير – ثائر جزائري من منطقة القبائل (ولد 1857)
- 14 مايو – أحمد سعيد (عبدون) [الفرنسية]
 – ثائر جزائري من منطقة القبائل (ولد 1844)